# Darnétal
Darnétal es una comuna francesa situada en el departamento de Sena Marítimo, en la región de Normandía.

## Demografía
| 9995 | 11 062 | 11 765 | 10 081 | 9779 | 9225 | 9738 |
| Para los censos de 1962 a 1999 la población legal corresponde a la población sin duplicidades (Fuente: INSEE [Consultar]) |        |        |        |      |      |      |